# Carlo Colombo (medico)
Carlo Giovanni Colombo (Oleggio, 13 agosto 1869 – Roma, 17 ottobre 1918) è stato un medico e educatore italiano, fondatore del CNGEI, la terza associazione scout in Italia per numero di iscritti e la più antica tuttora esistente.

## Biografia

### La formazione
Si trovò giovanissimo a dover sostenere la famiglia dopo la morte del padre. Con grandi sacrifici e privazioni, riuscì a conseguire la licenza liceale; vinse un concorso bandito dalle province del Regno Sardo, per il quale ottenne una modesta retta che gli permise di iscriversi alla Facoltà di Medicina dell'Università degli Studi di Torino, città in cui, aiutandosi con lezioni private, provvide al proprio sostentamento e a quello della madre e dei fratelli minori.

Fu ricercatore della scuola del professor Angelo Mosso, e fu uno degli allievi prediletti del professore, che cercò d'aiutarlo finanziariamente procurandogli un posto come assistente straordinario nel suo Istituto di Fisiologia, all'epoca uno dei più fecondi cenacoli di ricerche scientifiche dell'Università di Torino, dove Colombo apprese e assimilò il metodo sperimentale. Erano quelli gli anni in cui l'équipe del prof. Mosso procedeva nelle ricerche sulla pressione del sangue.

Nel luglio 1894 il giovane novarese si laureava brillantemente con una tesi sulla pressione del sangue nell'uomo, che metteva in risalto l'uso dello sfigmomanometro creato dal prof. Mosso, abbandonando la chiusa vita di laboratorio per lanciarsi nella ricerca di nuove vie di applicazioni pratiche dei postulati scientifici appresi. Dallo studio delle leggi fisiologiche e delle applicazioni terapeutiche, Colombo maturò l'idea della prevenzione fisica e giudicò utile pensare anche ai sani per prevenire il male e preparare nei giovani i forti cittadini del domani. La natura del medico ricercatore lo induceva a tentare l'applicazione di una vasta azione di profilassi morale e sociale tendente a preparare giovani generazioni utili alla nazione e al mondo.

Viaggiò per l'Europa raccogliendo esperienze delle più moderne tecniche della terapia fisica e fondò vari istituti a Torino e a Roma, fino a creare, nel 1902, il modernissimo Istituto Centrale di Terapia Fisica e ottenere la libera docenza in Terapia fisica alla Regia Università di Roma. Colombo, dopo essere stato per un breve periodo direttore delle Terme di Fiuggi, accettò l'incarico di direttore consulente delle Terme di Montecatini con l'intento di rimanere il più possibile vicino alla sua giovane moglie, Nella Lori, sposata a Firenze nel 1900.

Colombo fondò e diresse la «Revue Internationale de Thérapie Physique», trasformata poi nel «Giornale Italiano di Terapia Fisica», e organizzò a Roma nel 1911 il Congresso Internazionale di Terapia Fisica al quale parteciparono oltre tremila congressisti di tutto il mondo.

Quindi, la sua preparazione scientifica lo portava a sentire vivamente i problemi di un'esistenza giovanile fisicamente e moralmente sana e liberamente formata alla vita all'aperto.

### Lo scautismo
Nel 1907 il futuro Lord Baden-Powell, sperimenta insieme ad un gruppo di ragazzi appositamente scelti di diverse estrazioni sociali, un metodo educativo rivoluzionario sull'isola inglese di Brownsea. Il primo campeggio scout della storia riesce. L'anno successivo viene pubblicato il libro Scouting for Boys e nasce così, in forma del tutto spontanea, lo scautismo al quale lo stesso Baden-Powell darà una struttura metodologica ancora oggi in larga parte applicata.

Avendo seguito il primo sviluppo dello scautismo in Italia, e non escludendo suoi contatti con Francis Vane, visti i legami di entrambi con la città di Firenze, Colombo decise quindi di approfondire la conoscenza sul metodo dei boy scouts, effettuando un viaggio di studio in Inghilterra, dove ebbe la possibilità di incontrare il loro fondatore, il generale Robert Baden-Powell.

Al suo ritorno in patria, Colombo maturò il convincimento di creare anche in Italia, sull'esempio del modello inglese, una solida organizzazione aperta ai giovani di qualsiasi confessione religiosa e ceto sociale, slegata da qualsiasi istituzione ecclesiastica e politica, in cui tutti i giovani italiani si potessero identificare e che potesse offrire loro i vantaggi che Baden-Powell aveva offerto a quelli inglesi. Ma volle agire con ponderazione, adeguando il movimento a esigenze allora largamente sentite: il militarismo, soprattutto in alcune forme esteriori, e l'amor di patria.

La proposta di Colombo era di creare un'organizzazione ramificata sul territorio nazionale, nelle colonie e presso le comunità italiane all'estero, con lo scopo d'essere strumento educativo per tutti i ragazzi e le ragazze italiane, nello spirito ideale proposto dalla "Legge" dei giovani esploratori. Per Colombo il metodo scout significava il superamento di quelle dottrine pedagogiche che puntavano sullo stato, sulla scuola o sulle chiese il compito di formare la gioventù.

Nel gennaio del 1912, Colombo terminò di scrivere lo statuto del suo movimento, diviso in due sezioni, maschile e femminile, che chiamò rispettivamente «Corpo dei giovani esploratori» e «Unione delle giovinette esploratrici». Analogamente a quanto aveva fatto Baden-Powell con il suo campo sperimentale nell'isola di Brownsea, con un gruppo di giovani della Società Sportiva «Podistica Lazio», reclutati tramite annunci sul quotidiano della Capitale «Il Messaggero», Colombo compì un esperimento, avviato il 12 ottobre 1912, ai prati della Farnesina a Roma: fu un grande successo e da quell'iniziativa ebbe origine, all'interno della società sportiva, la quarta sezione, dedicata «all'istruzione premilitare, al tiro a segno e agli allievi esploratori», della quale fu eletto (durante l'assemblea della società sportiva, come riportato dal quotidiano «Il Messaggero» il 7 febbraio 1913) presidente il generale Gaetano Zoppi e fra i vice-presidenti lo stesso Colombo e il colonnello Nicolò Arimondi.

Quando si sentì pronto, dopo alcuni contatti con i REI, Colombo si staccò dalla società sportiva dando vita al «Corpo Nazionale dei Giovani Esploratori d'Italia» (in sigla, inizialmente: GEDI, cui fu poi aggiunta la dicitura «Boy Scouts»), ufficialmente fondato nella Capitale il 30 giugno 1913. Presidente generale fu eletto l'ammiraglio Giovanni Bettolo e Colombo assunse la carica di commissario generale e capo esploratore. I giovani esploratori del CNGEI, in omaggio ai primi gruppi di boy scouts, usarono il giglio dei REI della sezione ligure, a cui fu aggiunto il cartiglio col motto «Sii preparato». Molte sezioni della REI confluirono, tra il 1914 e il 1915, nel CNGEI. La sigla dell'associazione fu spesso abbreviata da CNGEI in GEI proprio per facilitare la transizione.

Colombo lanciò un proclama che invitava tutti a confluire in un'associazione unica. Il Perucci ed il Mazza, però, declinarono l'invito. Questo non impedì al CNGEI di estendersi presto in tutta l'Italia.

Il re nel 1915, riconoscente per i servizi resi, concesse a Carlo Giovanni Colombo il titolo di commendatore dell'Ordine della Corona d'Italia.

Fino a questo punto la Chiesa cattolica aveva guardato con sospetto allo scautismo. Ma a metà degli anni dieci il clima iniziò a mutare, e fu studiata la possibilità di avere all'interno del CNGEI alcune unità di esploratori cattolici, sul modello inglese. Le trattative però si arenarono, e nel gennaio del 1916 grazie all'opera del conte Mario di Carpegna fu fondata l'ASCI (Associazione Scautistica Cattolica Italiana). Sfumarono così tutte le speranze di avere un'associazione scout unica per l'Italia, come sognata da Carlo Colombo, e questa divisione rimane in vita ancor oggi.

### La guerra
Il 19 marzo del 1917 Carlo Colombo, rinunciando al grado di maggiore medico che la sua posizione accademica gli conferiva, partì per il fronte come semplice sottotenente di una sezione degli alpini di stanza sul monte Zugna, dove si guadagnò una medaglia di bronzo al valor militare, una seconda d'argento sul Passo del Tonale e la croce di guerra per il coraggio e per l'abnegazione dimostrata.

Alla fine di agosto del 1918 il ministero lo richiamò a Roma per assistere al II Convegno Nazionale del CNGEI. Egli rispose all'appello, ma tornò esaurito nelle forze e sofferente covando in sé il germe dell'infezione tifica.

Il 17 ottobre 1918 Colombo moriva a Roma per febbre tifoidea, contratta al fronte.